# سیارک ۸۹۷۳۵
سیارک ۸۹۷۳۵ (به انگلیسی: 89735 Tommei، نامگذاری:2002AM) هشتاد و نه هزار و هفتصد و سی و پنجمین سیارک کشف شده‌است که در ۴ ژانویه ۲۰۰۲ کشف شد.